# المداحات
المداحات فرقة نسوية غنائية مشهورة في الغرب الجزائري في كل من معسكر غليزان وهران مستغانم وبلعباس تموشنت تلمسان وبدرجة أقل سعيدة
حيث تنظم أفراح العائلات من اعراس وحفلات ختان وجل مواضيع «المدحات» مستمدة من دواوين الشعر الشعبي في ذكر ومدح الأنبياء والرسل والأولياء الصالحين والمزارات المقدسة، ولذلك يرجع بعض الباحثين المهتمين بهذا الفن أصل نشأته إلى ازدهار الطرق الصوفية في الجزائر. ويعد هذا الأداء الغنائي موجه للتجمعات النسوية والمناسبات الاحتفالية، كمختلف مراحل مراسيم الزواج وحفلات الختان أو إحياء طعمات الوعدات وزيارات الأولياء الصالحين

## التسمية
يعود أصل تسمية المداحات للفعل مدح وهو أسلوب مشهور عند العرب في أشعرهم ويبرز فضائل والخصال الحميدة للمستمع

## تاريخ

### قبل الاستقلال

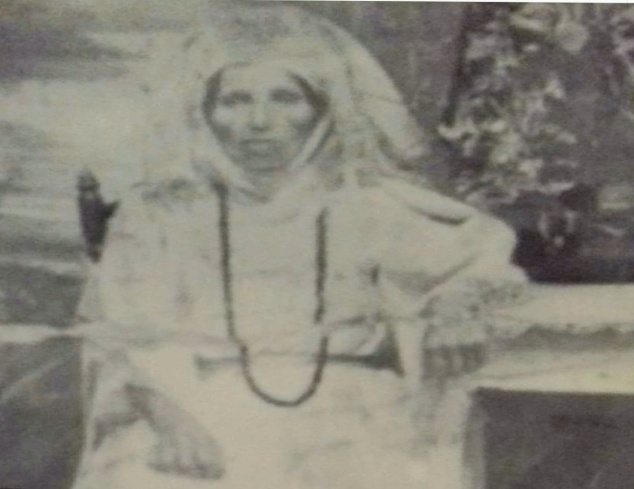
خيرة السبساجيةمداحات

تعد الشيخة خيرة السبساجية المستغانمية المتوفية سنة 1940 م من أشهر مغنيات المداحات حيث تعد مغنية 
بطابعها الاصلي من منطقة مستغانم، أدّت أغنية المدّاحات بشكلها الأصلي، ونظمتها بنفسها، قصيدة «سِيدَ الهُوَارِي» و«مُولْ المَيْدَة» و«سِيدِي عَبْد القَادرْ»، كما إستنبطت من قصائد الملْحون.
اما الإضافة لطابع المداحات فكانت من نصيب الشيخة خديجة التيارتية التي أدخلت آلة الرباب بحلقة المدّاحات، فالشيخة خديجة عزفت في بداياتها على آلة «القنبري»، وهي آلة وترية معروفة في الصحراء الجزائرية، وكانت في فرقة «القرقابو» وإنتقلت لمدينة وهران أين شاعت بصمتها لدى الأسر

### بعد الاستقلال
شهدت فترة بعد الاستقلال العديد من المداحات التي تحولن لفن الراي مثل الشابة مونى والشابة فضيلة والشابة الزهرة الغليزانية والزهوانية وبدورهن قاموا بحجز مكان في المجال الرايوي لكن الامر الملاحظ ان نشاط فرق المداحات تناقص بشكل كثيرا نظرا لنظرة المجتمع لهن وكذلك بروز فن الراي الذي إكتسح كل الطبوع والفنون إضافة لدخول الديسك جوكي في الحفلات

## مواضيع
تهتم مواضيع المداحات في المجال الديني من مدح الرسول صلى الله عليه وسلم واصحابه  